# Saint-Philibert (Quebec)
| Saint-Philibert               |                           |
| Saint-Philibert 1925.png      |                           |
| Coordenadas: 46º08'N, 70º33'O |                           |
| Província                     | Quebec                    |
| Região administrativa         | Chaudière-Appalaches      |
| Incorporado em                | 25 de fevereiro de 1921   |
| Prefeito                      | Marc Nadeau               |
| Código postal                 | 29065                     |
|                               |                           |
| Área                          |                           |
| - Cidade                      | 57,26 km², 22,9 mi²       |
| Fuso horário                  | UTC -5                    |
| População (2006)              |                           |
| - Cidade                      | 378                       |
| - Densidade                   | 6,6 hab/km², 16,5 hab/mi² |

Saint-Philibert é um município canadense do Conselho Municipal Regional de Beauce-Sartigan em Quebec, localizado na região administrativa de Chaudière-Appalaches, é denominado em honra de Philibert Tournus.